# Hans Klais

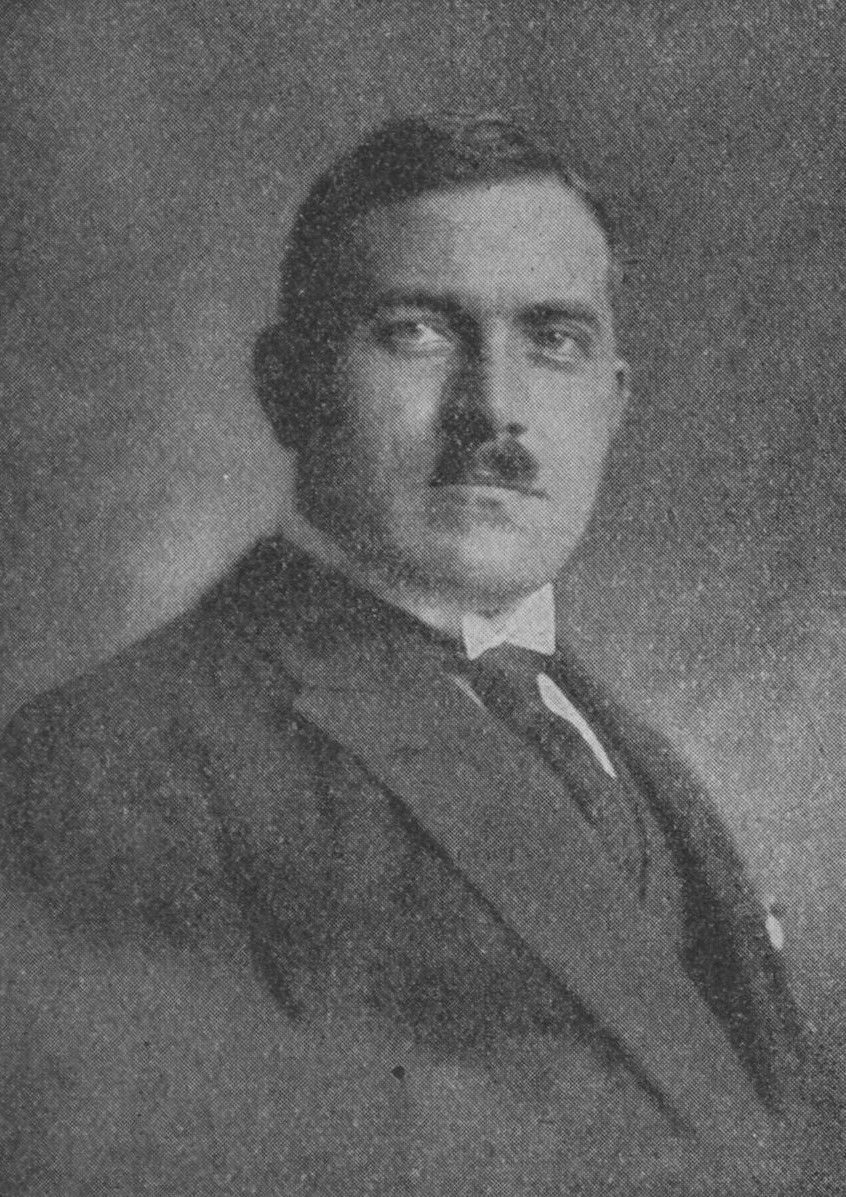
Hans Klais, um 1928

Hans Klais (eigentlich: Caspar Wilhelm Johannes Maria Klais; * 3. August 1890 in Bonn; † 9. Oktober 1965 ebenda) war ein deutscher Orgelbauer. 

## Leben
Hans Klais war der Sohn des Orgelbauers Johannes Klais. Nach dem Abitur 1909 lernte er den Orgelbau im väterlichen Betrieb, anschließend bei Joseph Rinckenbach in Ammerschweier und ab 1910 bei Steinmeyer in Oettingen. Danach studierte er vier Jahre lang Psychologie, Tonpsychologie und Kunstgeschichte an der Universität Bonn.
1921 übernahm er von seinem Vater die Betriebsleitung der Orgelbauwerkstätte Klais.
Nach dem Ende des Zweiten Weltkriegs wurde er in den Zwölferrat der Stadt Bonn berufen und wurde später Mitglied des Rates der Stadt Bonn.
Bei der Wiedergründung des Bund Deutscher Orgelbaumeister 1946 wurde er zum Vorsitzenden des Verbands gewählt. Dieses Amt hatte er bis 1964 inne.
Nach seinem Tod 1965 übernahm sein Sohn Hans Gerd Klais die Leitung des Orgelbaubetriebs. Hans Klais ist in einem Familiengrab auf dem Bonner Nordfriedhof beigesetzt worden.

## Orgelbau

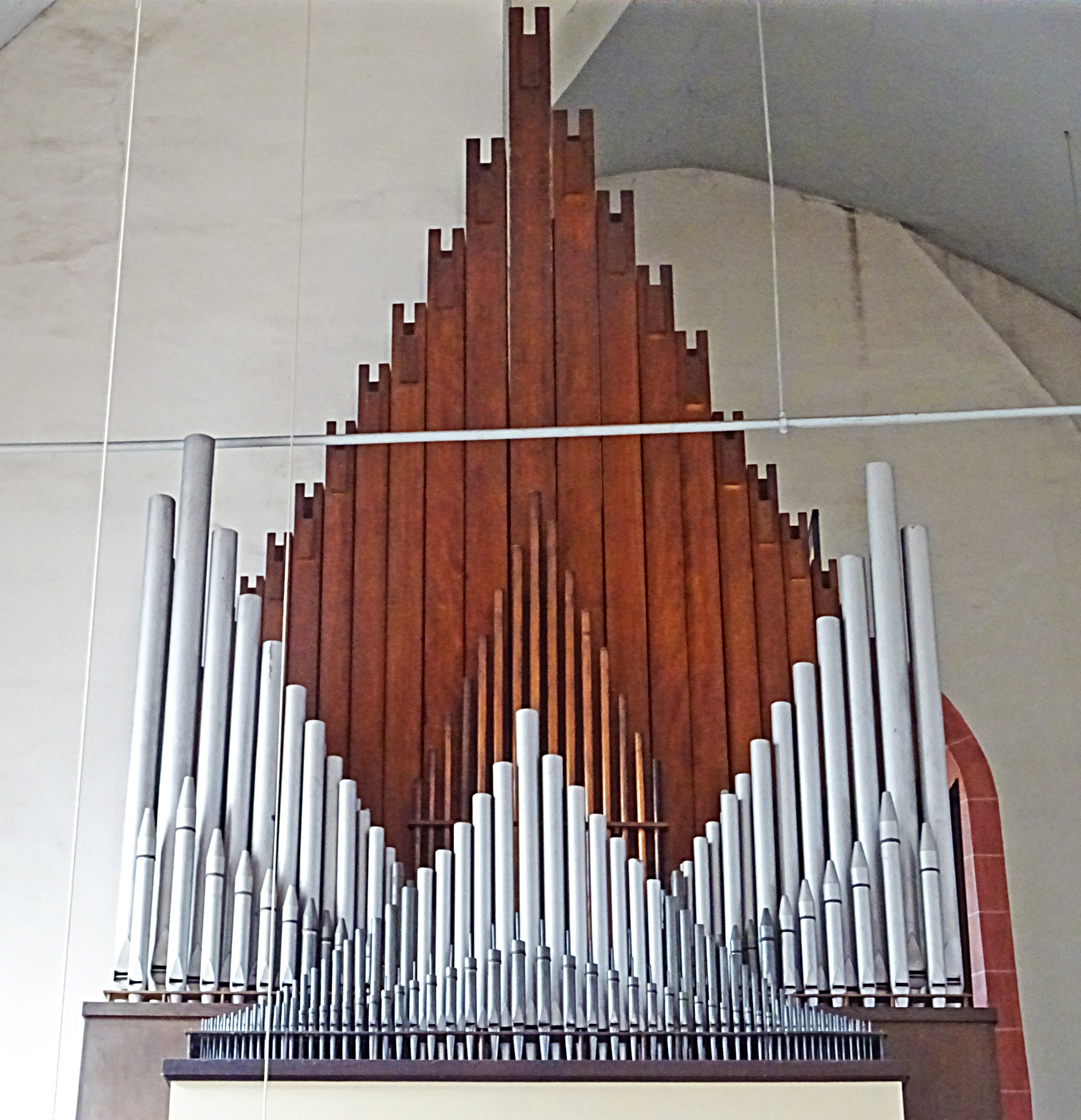
Klais-Orgel von 1935, St. Lorenz in Erfurt

In den 45 Jahren unter der Leitung von Hans Klais wurden ungefähr 700 neue Orgeln gebaut. Als erste große Orgel erbaute er die für den Konzertsaal im Rheinpark in Köln-Deutz. (Opus 650, fertiggestellt 1924 mit IV/100; nicht erhalten). Sie hatte elektrische Kegelladen, so wie die meisten großen Klais-Orgeln bis Mitte der 1950er Jahre.
Bei der Gestaltung der Orgelprospekte beschritt er neue Wege, indem er sie im Sinne des Bauhauses auf das funktional notwendige reduzierte und offene Orgeln ohne Gehäuse und Prospektpfeifen schuf. Anders als bei den zu der Zeit üblichen Freipfeifenprospekten, bei denen sogar häufig die Prospektpfeifen stumm waren, ordnete er die Pfeifen werkweise der Größe nach an mit den kleinsten vorne und den größten hinten. Auf diese Weise sollte eine ungehinderte Klangabstrahlung erreicht werden.
Bei der Planung arbeitete er häufig mit bekannten Architekten wie Carl Moritz, Clemens Holzmeister, Albert Boßlet, Willy Weyres oder Hermann Mäckler zusammen.

## Ehrungen
- Bundesverdienstkreuz